# Robert Wisden
Robert Wisden (Robert Charles Wisden, Brighton, de East Sussex, de Inglaterra, 1958) es un actor británico, conocido por Leyendas de Pasión (1994), Destino Final (2000) y Watchmen: Los Guardianes (2009).

## Vida y carrera
Emigró con su familia a Edmonton, Alberta, Canadá cuando tenía 15 años de edad. Allí estudió en la Universidad de Alberta. Una vez terminados esos estudios, se puso en contacto con la industria canadiense del cine en Vancouver. Así pudo también establecer contacto con Hollywood y participar en películas como Leyendas de Pasión (1994), Destino Final (2000) y Watchmen: Los Guardianes (2009). También participó en películas de televisión como First Target De Atentado al Presidente (2000) y Supervolcán (2005). También así apareció en varias series de ciencia ficción como Expediente X, Stargate SG - 1 y Battlestar Galactica.
Con el tiempo, se dedicó también a la enseñanza. Así, obtuvo una licenciatura en la Universidad Simon Fraser, en octubre del 2006 con un Bachelor of Education, Minoring en los planes de estudios. Luego enseñó en la Heritage Woods Secondary School durante dos años (2006 - 2007) y reemplazó allí al profesor. Ahora, está enseñando teatro y espectáculos en el St George's School en Vancouver.
Recibió un premio y tuvo otra candidatura por su trabajo como actor.

## Filmografía (Selección)

### Películas
- 1981: Firebird 2015 A. D.
- 1986: 9B (Película)
- 1988: Glory Enough for All (Película de televisión)
- 1992: Impolite
- 1992: Un Ángel en la Tierra (Película de televisión)
- 1993: Mira quién habla ahora!
- 1994: Desaparecida sin dejar rastro - ¿Dónde está mi Hermana? (Película de televisión)
- 1994: Leyendas de Pasión
- 1995: La Guerra y el Amor
- 1996: Prisión Helada (Película de televisión)
- 1997: Medusa's Child - Nuclear a Bordo del 737 (Película)
- 2000: Final Destination
- 2000: First Target De Atentado al Presidente (Película de televisión)
- 2002: Damaged Care (Película de televisión)
- 2004: Vuelo 323 - Bloqueo de Wyoming (Película de televisión)
- 2005: Supervolcán (Película de televisión)
- 2009: Watchmen: Los Guardianes

### Series
- 1996-1998: Expediente X (2 episodios)
- 1997-2005: Stargate SG-1
- 1998-2000: DA Vinci Inquest (29 episodios)
- 2001-2001: Dice (Miniserie)
- 2001-2004: Smallville (6 episodios)
- 2002-2003: Jeremías: Guerreros del Trueno (9 episodios)